# Sanjaasürengiyn Zorig
Sanjaasürengiin Zorig (en mongol : Санжаасүрэнгийн Зориг) est un homme politique mongol né le 20 avril 1962 à Oulan-Bator et assassiné le 2 octobre 1998. Il est un des chefs de la révolution démocratique de 1990.

## Biographie
Le père de Zorig, Sanjaasüren, a été doyen de l'université d'État de Mongolie, et vice-ministre de l'Éducation. Sa mère, Dorjpalam, a été actrice, elle-même fille d'un géographe russe, Simoukov, purgé par Staline dans les années 1930.
Zorig suit ses études dans une école russe d'Oulan-Bator. De 1980 à 1985, il étudie la philosophie à l'université d'État de Moscou. Il revient à Oulan-Bator et travaille comme commissaire politique aux Jeunesses révolutionnaires mongoles. En 1986, il enseigne le « communisme scientifique » à l'université d'État de Mongolie.
En 1989 et 1990, Zorig s'implique dans la révolution pacifique qui permet au pays de passer d'un système de parti unique (le parti communiste : le PRPM) à un système multipartite. En juin 1990, Zorig est élu au Grand Houral du peuple et obtient le poste de ministre des Infrastructures la même année. Il est réélu au Grand Houral d'État en 1992 et 1996.
Le 2 octobre 1998, Zorig est assassiné dans son appartement. L'enquête ne donne rien.
Une statue à son image se trouve à Oulan-Bator.
Après la mort de Zorig, sa sœur Oyun entre en politique et fonde le Parti de la volonté civique, dont le nom mongol Irgenii Zorig Nam (Иргэний Зориг Нам) fait référence au prénom de son frère.